# Casa O'Higgins (Lima)
La Casa O'Higgins es un edificio de estilo colonial ubicado en el centro histórico de Lima, específicamente emplazado en el Jirón de la Unión, a metros de la Plaza de Armas de la capital peruana. Desde el 2008, la casona funciona como centro cultural de la Pontificia Universidad Católica del Perú y un espacio permanente para la memoria de Bernardo O'Higgins.

## Historia
La casa lleva su nombre debido a que fue la casona donde pasó parte de su juventud el militar y político chileno, Bernardo O'Higgins, quien es considerado como un Padre de la Patria de Chile y uno de los Libertadores de Hispanoamérica. Luego de su abdicación como Director Supremo de Chile en 1823, fue también su casa de exilio en la recientemente independizada República del Perú hasta su fallecimiento en 1842. Bernardo O'Higgins era hijo de Ambrosio O'Higgins, virrey del Perú entre 1796 y 1801.
Posteriormente, el segundo piso de la casona albergó brevemente al Club Nacional entre 1892 y 1895, siendo propiedad de Ignacio de Osma y Ramírez de Arellano por medio de la Testamentería Ramírez de Arellano y Baquíjano. A partir de 1897, la casona funcionó como el primer local del Banco Internacional del Perú, y fue luego ocupada por el reconocido restaurante Astoria durante la década de 1920. 
Tras permanecer por años en un estado de deterioro natural al paso del tiempo, actualmente la casona se conserva como una casa museo restaurada y abierta al público desde 2008. Para ello, contó con el financiamiento del Ejército de Chile en un comienzo, para luego recibir aportes del gobierno chileno a través de fondos culturales de la Cancillería a través de un convenio con la Pontificia Universidad Católica del Perú. Dentro de sus dependencias, cuenta con una salón adaptado para exposiciones de interés histórico-cultural. Es administrada por la Pontificia Universidad Católica del Perú.